# Путеводитель зоолога по Галактике
Путеводитель зоолога по Галактике (англ. The Zoologist's Guide to the Galaxy) ― научно-популярная книга зоолога Кембриджского университета Арика Кершенбаума . Впервые издана в 2020 году. В ней обсуждается возможная природа жизни на других планетах, основанная на изучении жизни животных на Земле.
Автор в своей книге приводит главную мысль: что наблюдаемые на Земле эволюционные процессы универсальны и являются необходимым требованием для наличия сложной жизни на любой планете. В результате многие аспекты поведения животных, вероятно, будут присутствовать в эквивалентных формах жизни на других планетах. Сюда входят определенные особенности социального поведения, общения и движения, эволюционное происхождение которых на Земле подкреплено универсальными процессами.

## Контекст

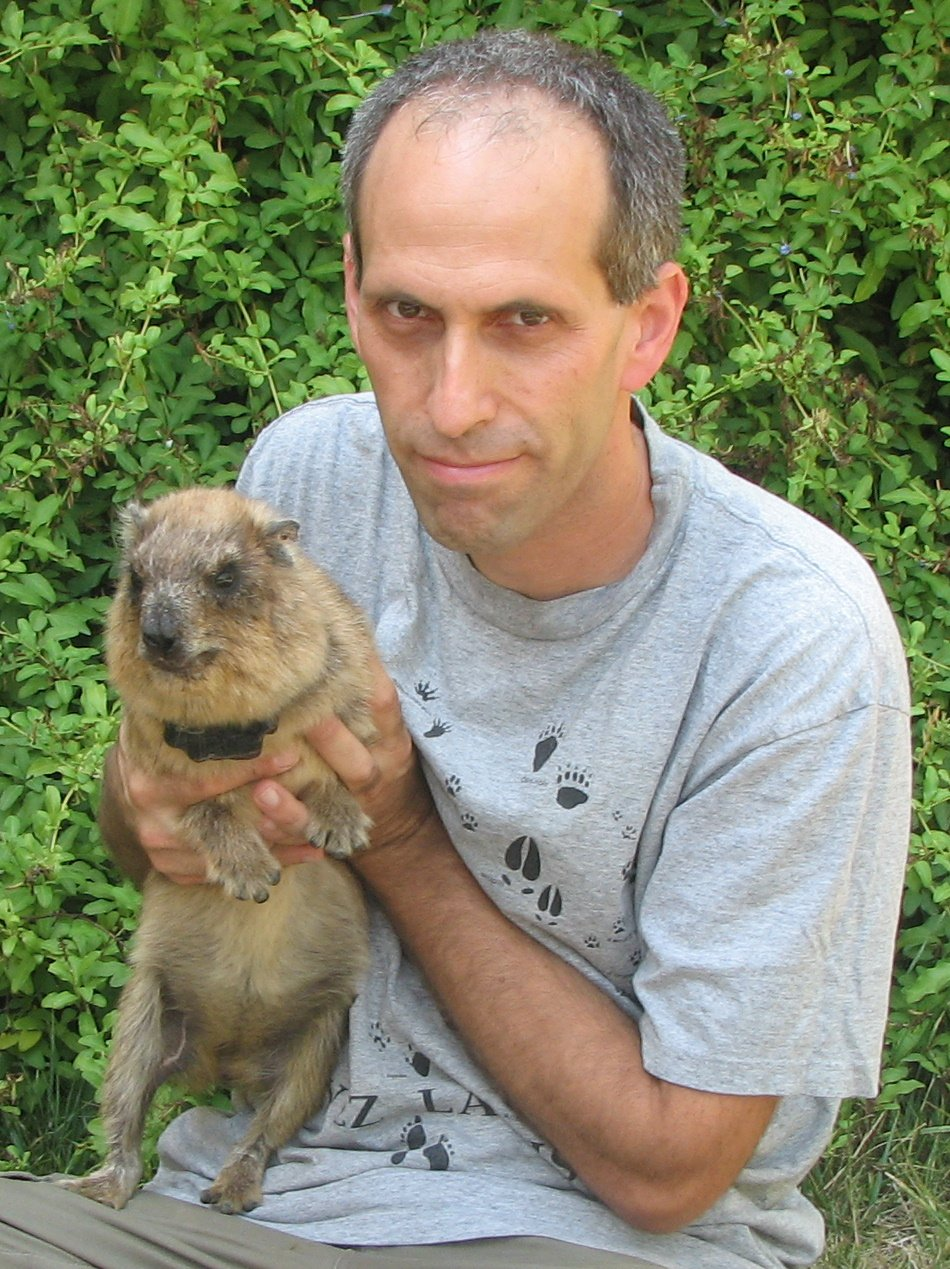
Автор книги Арик Кершенбаум

Хотя астробиология обычно изучает возможности простых форм жизни, которые могут существовать на других планетах, «Путеводитель зоолога по Галактике» рассматривает возможности сложной жизни, и в частности жизни, которую можно рассматривать как жизнь животных. Книга начинается с утверждения, что эволюция путём естественного отбора ― единственный механизм, с помощью которого может развиваться сложная жизнь. Затем исследуются последствия естественного отбора для жизни на других планетах.
Книга опирается на работу палеонтолога Саймона Конвея Морриса по конвергентной эволюции и на «Универсальный дарвинизм» Ричарда Докинза.

## Содержание глав

### 1. Введение
Наблюдение за жизнью животных на Земле может рассказать нам о природе возможной жизни на других планетах.

### 2. Форма против функции: что общего во всех мирах?
Почему естественный отбор является одновременно универсальным и предсказуемым процессом, существование и результаты которого, вероятно, будут присутствовать на чужих планетах.

### 3. Что такое животные и что такое пришельцы?
Исследует определение животных, от исторических определений, полученных из наблюдений (например, Аристотель), до современных филогенетических отношений. В книге утверждается, что чисто филогенетического определения того, что такое животное, не может быть достаточно для классификации инопланетной жизни.

### 4. Движение - стремительное движение и скольжение в пространстве
Как ограничения физики и механики в сочетании с законами эволюции создают стратегии движения, которые мы видим на Земле, и почему многие из этих стратегий (например, ноги), вероятно, будут существовать и на других планетах.

### 5. Каналы связи
Различные способы общения животных: звук, зрение, запах и то, что может привести к тому, что эти же каналы будут использоваться инопланетной жизнью для общения.

### 6. Интеллект (что бы это ни было)
Как разные формы интеллекта развивались на Земле и как похожие интеллекты могли бы развиваться на других планетах.

### 7. Социальность - сотрудничество, конкуренция и чаепитие
Процессы, управляющие эволюцией социального поведения, хорошо изучены, и почти неизбежно также будут стимулировать инопланетную социальность.

### 8. Информация - очень древний товар
Правда и ложь, информация об окружающей среде и о себе ― все это находится под эволюционным давлением, а принципы теории игр достаточно универсальны, чтобы сказать нам, какую информацию инопланетяне могут использовать.

### 9. Язык - уникальный навык
Люди — единственный вид на Земле, у которого есть настоящий язык, но процессы, которые привели к эволюции языка, могут происходить и в других мирах.

### 10. Искусственный интеллект ― вселенная, полная ботов?
Некоторые учёные (например, астроном Сет Шостак) предположили, что инопланетная жизнь, скорее всего, будет технологической, а не биологической. В этой главе исследуется, будет ли такой искусственный интеллект также подчиняться законам эволюции.

### 11. Человечество, каким мы его знаем
Опираясь на принципы предыдущей главы, автор подчёркивает, что лежащие в основе сходства между жизнью на Земле и на других планетах подразумевают, что титул «человек» следует применять в более широком смысле, чем просто ограничиваться Homo sapiens.

## Награды
- 15 лучших книг по космосу и астрономии за 2020 год (по версии журнала BBC Science Focus)[4]
- The Times ― Лучшие научные книги 2020 года[5]

## Критика
Профессор Льюис Дартнелл в своей рецензии в газете «The Times» резюмировал: «Размышляя с научной точки зрения над концепцией инопланетян, универсальностей и альтернатив, нужно держать перед собой зеркало в полный рост. Это позволяет нам разобрать нас самих на части, от нашей физиологии до психологии. И поэтому изучайте, почему люди такие, какие мы есть. Понять инопланетянина ― значит познать самого себя».
В газете «Санди Таймс» Джеймс МакКоннаки написал: «Арик Кершенбаум ― кембриджский зоолог, который хочет подготовить нас к первому контакту. Когда мы наконец обнаружим инопланетян, какими они могут быть? Там, где много работ по астробиологии являются спекулятивными, Кершенбаум очень осторожен, строя свои аргументы, исходя из опыта развития жизни на планете Земля.
Приматолог Франс де Ваал писал: «Если вы не хотите удивляться внеземной жизни, не смотрите дальше этого живого обзора законов эволюции, породивших жизнь на Земле. Предполагая, что эти законы универсальны, Арик Кершенбаум предсказывает, что могут выглядеть чужеродные организмы».

## Издание в России
Книга была переведена на русский язык и вышла в свет в издательстве «Альпина нон-фикшн» в 2021 году. Переводчик ― М. Епифёрова. ISBN 978-5-00139-244-6